# Elkan Bauer
Elkan Bauer (geboren 5. Juni 1852 in Nikolsburg, Mähren; gestorben 20. September 1942 im KZ Theresienstadt) war ein österreichischer Komponist und Liedermacher.

## Leben
Elkan Bauer konnte weder Noten lesen noch schreiben, aber die Melodien, die er pfiff, wurden aufgeschrieben und bei Platzkonzerten und im Wiener Volksgarten-Café gespielt. 1942 wurde er in das KZ Theresienstadt deportiert und dort im gleichen Jahr ermordet. Seine Enkelin, die Auschwitz-Überlebende Elisa Springer, verfasste das Buch Das Schweigen der Lebenden, die nach ihr benannte „Fondazione Elisa Springer“ verwaltet den Nachlass Bauers.
Seine Familie entdeckte zwei Walzerpartituren, Diana und Aeroplan, die 1999 in Anwesenheit des damaligen österreichischen Botschafters in Rom, Günter Birbaum, vom Sinfonieorchester der Provinz Lecce uraufgeführt wurden. Der Konzertabend stand unter dem Motto „Gegen das Vergessen“.